# G.I. Joe
Pour les articles homonymes, voir Joe.
Ne doit pas être confondu avec GI Joe (comic strip).
G.I. Joe est une série de figurines articulées en plastique créée en 1964 et produite par Hasbro sur le thème de l'armée. La ligne de jouets débuta avec G.I. Joe, puis deux ans plus tard, Hasbro inclura des membres de toutes les branches de l'armée. Le nom G.I. Joe ne désigne plus un seul personnage, mais la marque d'une ligne de jouets.
Depuis, la gamme G.I. Joe s'est diversifiée en accueillant plusieurs licences (dont Street Fighter et Mortal Kombat), et des adaptations en comic book ont été publiées par Marvel Comics de 1982 à 1994 puis à partir de 2001 chez Devil's Due Publishing puis chez IDW Publishing.
Les figurines G.I. Joe, à l'instar de Big Jim, leurs homologues créées par le concurrent Mattel, furent les premières figurines articulées pour garçons, on parle aujourd'hui d'action figure, par emprunt direct à l'anglais, le terme poupée ayant été banni du vocabulaire des employés d'Hasbro pour des raisons marketing — « les garçons ne jouent pas avec des poupées » —

## Histoire
Conrad S. Hauser (alias « Duke »), originaire de St. Louis, dans le Missouri, parle parfaitement plusieurs langues (anglais, français et allemand). Étant instructeur dans une école militaire, mais ne se trouvant pas à son aise, il rejoint une équipe d'élite G.I. Joe, créée par le président John F. Kennedy dans les années 1960, pour effectuer des missions spéciales pour la Maison-Blanche.
Dans la bande dessinée publié à partir de 1982, les G.I. Joe ont leur base secrète souterraine sous Fort Wadsworth (Staten Island) avec comme couverture l'école des aumôniers.
L'organisation Cobra, groupe de terroristes dirigé par Cobra Commander, affronte Duke et son équipe de par le monde. Son premier QG dans le comics est la petite ville de Springfield, dans le Vermont. 
Outre Cobra, dans les comics, les G.I. Joe affrontent également parfois les forces soviétiques dont Octobre Rouge, leur équivalent en URSS.

## Médias

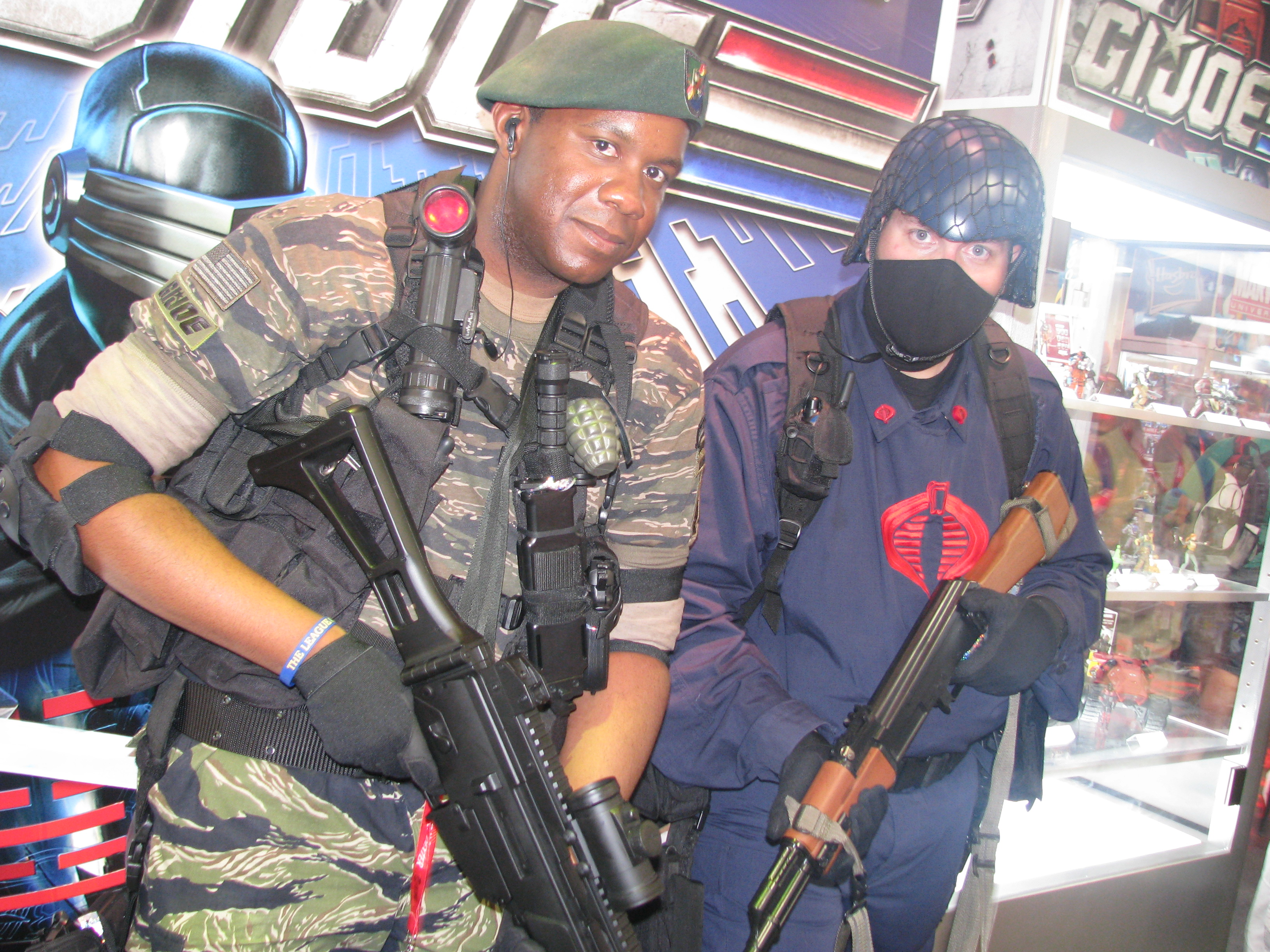
Cosplay d'un G.I. Joe et d'un soldat de l'organisation Cobra.

### Séries animées
- G.I. Joe : Héros sans frontières
  - 1re série, co-produite par Marvel et Sunbow Productions, 95 épisodes de 1985 à 1986 en syndication.
  - G.I. Joe: The Movie, long-métrage de 93 min, sorti sur vidéo en 1987, écrit par Buzz Dixon (non-crédité) et réalisé par Don Jurwich.
  - 2e série (en) (1989), de 44 épisodes produite par DIC, diffusée de 1989 à 1992 en syndication.
- G.I. Joe Extreme (en), 2 saisons de 26 épisodes, diffusées de 1995 à 1997.
- G.I. Joe: Spy Troops (en), sortie directement en vidéo en 2003 par Dale Carman et Larry Hama.
- G.I. Joe: Sigma 6 (en), diffusé aux États-Unis de 2005 à 2007 via 4Kids TV sur Fox.
- G.I. Joe: Resolute (en), diffusée aux États-Unis à partir du 18 avril 2009. Une série de 11 épisodes.
- G.I. Joe: Renegades (en), diffusée aux États-Unis à partir du 26 novembre 2010 et arrêtée en 2011.

### Cinéma
- G.I. Joe : Le Réveil du Cobra, réalisé par Stephen Sommers, sorti en 2009
- G.I. Joe : Conspiration, réalisé par Jon Chu, sorti en 2013
- Snake Eyes de Robert Schwentke, sorti en 2021

### Comics

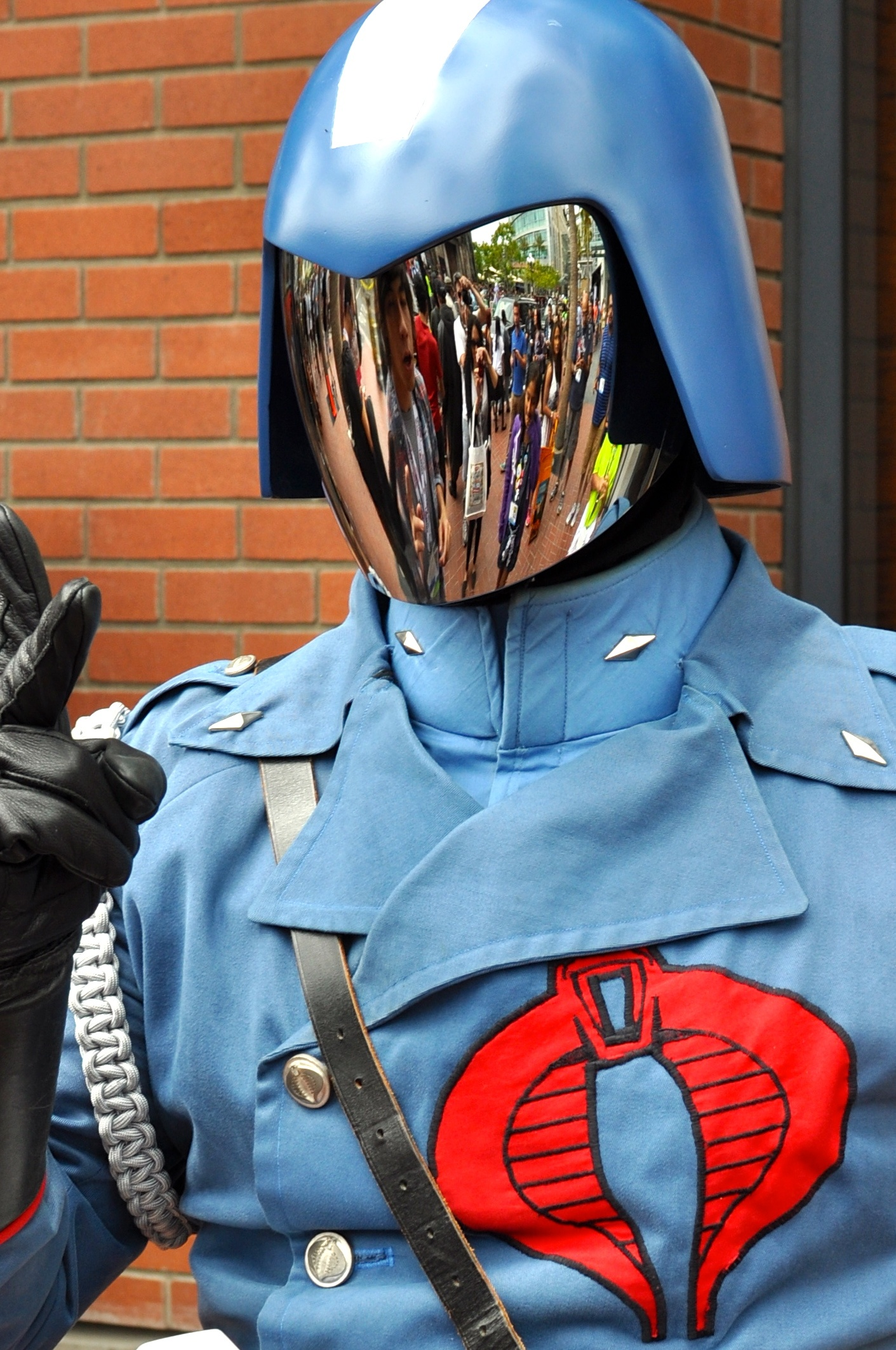
Cosplay du Cobra Commander.

- Marvel Comics publie le comics G.I. Joe de 1982 à 1994 sous le titre G.I. Joe: A Real American Hero (+155 numéros).
- Devil's Due Publishing
  - publie de 2001 à 2008 et une mini-série Storm Shadow de Larry Hama.
  - G.I. Joe: America's Elite (2005-2008) (+35 numéros)
  - G.I. Joe vs The Transformers: Black Horizon (2007)
  - G.I. Joe Special Missions: Brazil (2007)
  - G.I. Joe Special Missions: The Enemy (2007)
  - G.I. Joe: Declassified (2006)
  - G.I. Joe Sigma 6 (2005)
- IDW Publishing
  - G.I. Joe Movie Prequel (2009)
  - G.I. Joe: Cobra (2009)
  - G.I. Joe (2008)
- Dreamwave Productions
  - Transformers/G.I. Joe (2003)
- Image Comics
  - G.I. Joe: A Real American Hero (2001) 25 numéros de J. Scott Campbell, Josh Blaylock & Steve Kurth

### Jeux vidéo
- 1983 : G.I. Joe: Cobra Strike, sur Atari 2600 de Parker Brothers
- 1985 : G.I. Joe sur C64 d'Epyx
- 1991 : G.I. Joe et G.I. Joe: The Atlantis Factor de Taxan sur NES
- 2009 : G.I. Joe : Le Réveil du Cobra de Double Helix Games
- 2020 : GI Joe: Operation Blackout

### Autres médias
- Il est mentionné dans une chanson du groupe de punk britannique The Clash : Ivan meets G.I. Joe et dans un morceau du groupe de hardcore new-yorkais Sick Of It All : G.I. Joe Headstomp.
- Le dessin animé Les Griffin parodie G.I. Joe dans les épisodes 9 saison 6 et 2 saison 10 : G.I. José le vrai héros mexicain
- La série Community parodie G.I. Joe dans l'épisode 11 de la saison 5 : G.I. Jeff

## Les cousins sous licence Hasbro
- Action Man par Palitoy au Royaume-Uni
- Action Joe par CéJi Arbois puis Miro-Meccano en France
- Action Team par Schildkröt en Allemagne et par Polistil en Italie
- Geyperman (en) par Geyper en Espagne
- Falcon par Estrela au Brésil
- Joe Super Temerario en Argentine